# Brad Bird
Branden Bird (24 de setembre de 1957 Kalispell, Montana) és un director d'animació, guionista i director de cinema estatunidenc, conegut sobretot per les pel·lícules Ratatouille, Els increïbles i The Iron Giant.
Bird va aprendre el seu ofici treballant en els millors estudis de dibuixos animats. Després d'allò, va treballar per Disney i més tard va col·laborar en sèries de televisió, com ara, Els Simpson. El 1989 va dirigir tres episodis d'aquesta sèrie. Amb Steven Spielberg va coproduir i codirigir Family Dog i alguns episodis d'Amazing Stories (1985-1992), a més de Batteries Not Included (1987). El seu nom es consolidà el 1999 amb el llargmetratge The Iron Giant, una adaptació del llibre homònim per a joves de Ted Hughes.
En Els increïbles (2004), pel·lícula que ha estat considerada de refinat gust gràfic, mostrava un original retrat del món dels superherois. El 2004, Bird va guanyar per aquesta pel·lícula l'Oscar a la millor pel·lícula d'animació.